# Neil Postman
Neil Postman (8. března 1931 v New Yorku - 5. října 2003) byl americký odborník na masmédia a mediální teoretik, kulturní kritik.

## Život
Neil Postman se narodil a většinu života strávil v New Yorku. V roce 1953 promoval na univerzitě v New Yorku. Akademickou hodnost magistra získal v roce 1955. Posléze (v roce 1959) začal učit na New York University (NYU). V roce 1993 byl jmenován univerzitním profesorem, jako jediný s pouze magisterským titulem, také byl předsedou Oddělení kultury a komunikace až do roku 2002. Zemřel na rakovinu plic 5. října 2003 ve Flushingu.

## Dílo
Postman napsal 18 knih a více než 200 časopisových a novinových článků pro časopisy jako The New York Times Magazine, The Atlantic Monthly, Harper's, Time Magazine, The Harvard Education Review, The Washington Post, Los Angeles Times.
- Ubavit se k smrti (anglicky Amusing Ourselves to Death, 1985) - v USA kniha vyšla v roce 1985, v Česku se dočkala dvou vydání (Mladá fronta - 1999 a 2010) v překladu Ireny Reifové. Postmanova nejznámější kniha, esej, vyjadřuje skeptický názor nad poklesem komunikačního média, televizní obrazy nahrazují psané slovo. Postman tvrdí, že televize (jako médium) si plete vážné problémy se zábavou. Televizní zpravodajství poskytuje méně myšlenek na úkor vizuálního obrazu. Tvrdí také, že televize není vhodným způsobem na poskytování vzdělání.

- Television and the Teaching of English (1961)
- Linguistics: A Revolution in Teaching, with Charles Weingartner (Dell Publishing, 1966)
- Teaching as a Subversive Activity, with Charles Weingartner (Delacorte Press, 1969)
- "Bullshit and the Art of Crap-Detection" – speech given at National Convention for the Teachers of English (1969)
- The Soft Revolution: A Student Handbook For Turning Schools Around, with Charles Weingartner (Delacorte Press, 1971)
- The School Book: For People Who Want to Know What All the Hollering is About, with Charles Weingartner (Delacorte Press, 1973)
- Crazy Talk, Stupid Talk: How We Defeat Ourselves By the Way We Talk and What to Do About It (1976). Postman's introduction to general semantics.
- Teaching as a Conserving Activity (1979)
- The Disappearance of Childhood (1982)
- Conscientious Objections: Stirring Up Trouble About Language, Technology and Education (1988)
- How to Watch TV News, with Steve Powers (1992)
- Technopoly: the Surrender of Culture to Technology (1992)
- The End of Education: Redefining the Value of School (1995)
- Building a Bridge to the 18th Century: How the Past Can Improve Our Future (1999)
- MacNeil, R. (Writer/Host).Visions of Cyberspace: With Charlene Hunter Gault (July 25, 1995). Arlington, Virginia: MacNeil/Lehrer Productions